# Jérôme Boateng
Jérôme Agyenim Boateng, född 3 september 1988 i Västberlin, är en tysk fotbollsspelare (mittback) som spelar för LASK. Han har även representerat det tyska landslaget.

## Biografi
Boateng har en tysk mor och en ghanansk far. Hans farbror har tidigare spelat för Ghanas herrlandslag i fotboll. Hans halv-bror, Kevin-Prince, spelar också fotboll. Kevin-Prince har dock valt att spela för faderns hemland Ghana. I Fotbolls-VM 2010 möttes Tyskland och Ghana i gruppspelet och de båda bröderna Jérôme och Kevin-Prince ställdes därför mot varandra i var sitt landslag. De hamnade även i samma grupp i Fotbolls-VM 2014.
Boateng skolades i Hertha Berlins ungdomslag och efter spel i reservlaget togs han ut till Bundesliga-truppen och gjorde sin ligadebut 2007. Han gick sedan över till Hamburger SV där han hade två framgångsrika säsonger. 2009 togs han ut i landslaget och debuterade i VM-kvalet mot Ryssland. Samma år var han med och vann U21-EM i Sverige efter finalsegern över England i Malmö med 4–0. 

### Bayern München
Den 14 juli 2011 gick Boateng till Bayern München och skrev på ett fyraårskontrakt med klubben för en okänd summa. Den 1 juli 2021 lämnade Boateng klubben efter att kontraktet gick ut.

### Olympique Lyon
Den 1 september 2021 gick Boateng på fri transfer till den franska klubben Lyon, där han skrev på ett tvåårskontrakt. Han förnyade inte kontraktet när det gick ut.

### Salerintana
2 februari 2024 skrev han på ett halvårskontrakt med den italienska Serie A-klubben Salerintana. Klubben kom sist i ligan och blev således nedflyttade till Serie B. 

### LASK Linz
Den 31 maj 2024 gick Boateng till den österrikiska klubben LASK Linz, där han skrev på ett kontrakt till 2026. 

## Meriter

### Manchester City
- FA-cupen: 2010/2011

### Bayern München
- Bundesliga: 2012/2013, 2013/2014, 2014/2015, 2015/2016, 2016/2017, 2017/2018, 2018/2019, 2019/2020, 2020/2021
- UEFA Champions League: 2012/2013, 2019/2020
- Tyska cupen: 2012/2013, 2013/2014, 2015/2016, 2018/2019, 2019/2020
- Tyska supercupen: 2012, 2016, 2017, 2018, 2020
- UEFA Super Cup: 2013, 2020
- VM för klubblag: 2013, 2020

### Tyskland
- U21-EM: 2009
- VM-Guld 2014